# Илиацминда
Илиацминда (груз. ილიაწმინდა; до 2011 года — Ульяновка) — село в Грузии, в муниципалитете Сигнахи края Кахетия.

## География
Село расположено в южной части края, в 20 километрах по прямой к юго-западу от центра муниципалитета Сигнахи. Высота центра — 630 метров над уровнем моря.

## Население
По данным переписи населения 2014 года, в селе проживало 560 человек. В настоящее время здесь проживают выходцы из сёл Пшави и Кизики, хотя в начале XX века село населяли молокане и цыгане.
| Год  | Население | Мужчины | Женщины |
| ---- | --------- | ------- | ------- |
| 2002 | 637       | 301     | 336     |
| 2014 | 560       | 266     | 294     |